# Fashawn
Fashawn właściwie Santiago Leyva (ur. 27 października 1988 w Los Angeles) – amerykański raper. Najbardziej znany za sprawą swego debiutanckiego albumu pt. Boy Meets World, wyprodukowanego w całości przez Exile'a, który został bardzo ciepło przyjęty przez recenzentów na portalach Smoking Section, XXL i HipHopDX.
Współpracował z takimi wykonawcami jak Blu, Evidence, U-N-I, Brother Ali, Talib Kweli, Aloe Blacc, Planet Asia, 20syl, Mistah F.A.B. i The Alchemist.

## Dyskografia
- Boy Meets World (2009)
- The Ecology (2015)